# Jure Praprotnik
Jure Praprotnik (* 24. August 1985) ist ein slowenischer Fußballschiedsrichterassistent.
Praprotnik ist mindestens seit der Saison 2012/13 Schiedsrichterassistent in der Slovenska Nogometna Liga. Seit 2013 steht er als Schiedsrichterassistent auf der Liste der FIFA-Schiedsrichter. Er war (gemeinsam mit Robert Vukan) langjähriger Schiedsrichterassistent von Damir Skomina bei internationalen Fußballspielen.
Als Schiedsrichterassistent von Skomina war Praprotnik bei vielen internationalen Turnieren im Einsatz, darunter bei der Europameisterschaft 2016 in Frankreich, beim Konföderationen-Pokal 2017 in Russland und bei der Weltmeisterschaft 2018 in Russland.
Zudem war er bei der U-17-Europameisterschaft 2014 in Malta im Einsatz.
Im April 2024 wurde Praprotnik als Unterstützungsschiedsrichter für die Europameisterschaft 2024 in Deutschland nominiert.